# 5088 Танкреді
5088 Танкреді (5088 Tancredi) — астероїд головного поясу, відкритий 22 серпня 1979 року.
Тіссеранів параметр щодо Юпітера — 3,202.